# Malchor
Malchor (1219 m n.p.m.) – szczyt w Czechach, w Beskidzie Morawsko-Śląskim. Północny przedwierzchołek Łysej Góry, odległy od szczytu tej ostatniej o ok. 1 km. Bez znaczenia turystycznego – znakowane szlaki turystyczne wiodące na Łysą Górę trawersują jego zachodnimi lub wschodnimi stokami.